# Matteo Ciceroni
Matteo Ciceroni, né le 16 mars 1986 à Rome, également connu sous le nom de Gow Tribe, est un DJ et producteur italien d’origine italo-kenyane.

## Biographie

### Jeunesse et projet Reo Daje Forte
Passionné de musique, dès son plus jeune âge, il écoute du rap, et cette influence aura un impact sur ses futures productions de musique dance.
En 2005, il commence à produire de la musique sous le pseudonyme de Reo  et organise et joue dans des raves parties illégales à travers l’Italie et l’Europe. En 2008, lors d’un événement hardteckno à Toulouse il rencontre Franc@ (Francesco de Rosa) et Talasemik (Dimitri Fidel) et avec eux il fondera le collectif musical Daje Forte. L’objectif était de créer un lien entre l’Italie et la France et au même temps de proposer de nouveaux sons techno sur la scène européenne. Ensemble, ils ont fait des tournées en Italie où ils ont été les principaux représentants de la musique hardfloor/hardtekno et à travers l’Europe en jouant, entre autres, à Bruxelles, Vilnius, Londres, Liège et Monegros. Deux ans plus tard, en 2010, il publie la piste underground Reo - Talasemik Rock’s inclus dans Hardfloor 10 (Le Diable au Corps), Reo vs Teotk- Here Foreva, le titre tribecore Never go Soft inclus dans Le Diable au Corps 13 et fonde avec les autres membres du collectif, le label Daje Forte Records, une réponse italienne à la domination européenne de la scène hardtek.
L’année suivante, il publie le titre Cidade de Deus inclus dans Hardcore 11 (Le Diable au Corps) et de la collaboration entre Astrofonik et Daje Forte nait le label Headshot Records qui vise à donner de la visibilité aux nouveaux talents de la nouvelle scène underground tekno. Le 2012 marque la sortie de l’album Astroboy 19 qui contient les titres Electric Jesus,Cocaine Cowboy et Niggas in Paris. Enfin, en 2013, c’ést au tour de Fook Yo First hardtekno remix de la chanson hiphop Fook jullie naaiers du group hip-hop sud-africain Die Antwoord.

### Back2Rave
En 2011, en parallèle avec Reo, il forme avec Matteo Scartoni le duo Back2Rave, projet EDM qui restera actif jusqu’en 2015.
En 2012, ils publient leur EP comprenant les titres Bouncing Betty (joués pendant le programme britannique The Never Say Die Show 09)  et Shake Funk. Leurs mixages originaux My Sick Side, Sabotage et Renegade (en collaboration avec Xanti) atteindront le top 100 (#61, #89 et #66 respectivement) du classement electrohouse de Beatport. Leurs pistes et remixes ont été soutenus par des artistes internationaux tels que Afrojack, Danny Avila, Firebeatz, Deniz Koyu, Vinaii, Joachim Garraud, Don Diablo  et leurs pistes sont également jouées au Ministry of Sound de Londres et à la Miami Winter Music Conference. Sabotage a été choisi pour faire partie de la bande originale du Geordie Shore dans la saison 8 épisode #2 , tandis que My Sick Side est désigné comme la piste d’ouverture du GQ Podcast - Electro House Mix and Lets Be Friends Mix Guest EP. 10.

### Göw Trïbe

#### DJ sets d'ouverture et Circo Massimo
L’année 2015 s’ouvre sur un nouveau changement et la naissance du projet Göw Trïbe. Il rejoint le collectif No Face, une équipe qui va de la musique à la mode en passant par le cinéma et la photographie et dont il devient directeur artistique avec Boss Doms. L’année 2015 le voit protagoniste de participations à différents festivals italiens, le Nameless Music Festival, le Holi Colors Festival, le Popfest et le Dayoff Music Festival. Le 30 juillet de la même année, il jouera le DJ set d'ouverture du concert de Jovanotti  au stade Arena della Vittoria de Bari devant un public de 40 000 personnes. Il jouera également dans plusieurs DJ sets qui le verront partager la scène avec des artistes tels que Skrillex, Steve Aoki, Diplo et DJ d’ouverture ou de clôture des sets de Major Lazer, Hardwell, Pendulum et Borgore. Ses remixes sont soutenus et appréciés par plusieurs DJ dont DJ Snake, Dillon Francis, Flosstradamus, Steve Aoki, Skrillex, Prodigy, DJ Zatox, Congorock, Marnik, Noisia, Subfocus, Crookers, Kill The Noise, Flux Pavilion et bien d’autres. En 2016, il sort le titre EDM et trap Savage Nature avec Bye Bae et joue au Hoxton Club de Toronto, Vancouver et Paris pendant la Semaine de la mode  et participera au Gallipoli Popfest.
En 2017, il ouvre les concerts de Marshmello et The Bloody Beetroots à Milan, et son titre Each Other en collaboration avec Gregory Trejo, Tinker, Zachary et MoFa sort en rotation sur Studio 92, l’une des radios les plus célèbres d'Amérique latine, et est également joué à l'Ultra Music Festival au Mexique, puis au Pérou. L'année 2019 s'ouvre avec le DJ set de la Saint-Sylvestre au Cirque Maximum de Rome où, avec Achille Lauro et Boss Doms, il joue devant environ 100 000 personnes.

#### Collaboration avec Achille Lauro
L’année 2016 voit le début de sa collaboration (toujours en cours) avec Achille Lauro et sa participation avec Boss Doms à la production de la chanson Profumo da Donna, qui fait partie de l’album Ragazzi madre.
L’année 2018 assiste à la sortie de l'album No Face Forever dans lequel il participe à la production des quatre skits d’introduction et de cinq des titres inclus dans l’album, et de Pour L'amour d'Achille Lauro dans lequel il a produit le premier titre techno-trap, Midnight Carnival et collabore à une deuxième chanson intitulée Roba Francese. La même année, avec Matteo Romano, ils produisent une chanson, Clockwork, qui fera partie de la bande originale du film de Valeria Golino, Euphoria, présenté au Festival de Cannes de la même année.
En 2019, après la participation d’Achille Lauro au festival de Sanremo, c’est le tour de l’album 1969 qui le voit collaborer à la composition et à la production de Cadillac et Zucchero. La même année, il fait une brève apparition dans le court métrage Happy Birthday, réalisé par Lorenzo Giovenga, présenté à la 76e édition du Festival international du film de Venise au côté d'Achille Lauro. En octobre de la même année, il participe à la tournée d’Achille Lauro, le Rolls Royce Las Vegas Tour avec le DJ set d’ouverture de presque tous les concerts. Lors des concerts, Achille Lauro présentera également le nouveau single qui signe le retour à la disco dance, 1990  produit en collaboration avec Boss Doms et qui sort le 25 octobre de la même année. La chanson reprend le succès des années 1990 de La Bouche, Be My Lover et anticipe la sortie en 2020 de l'album homonyme. Le 24 novembre, il est l'invité, avec Achille Lauro, de l’émission Special Guest dans les studios de Radio m2o, où ils présentent leur playlist des années 1990.
2020 le voit intégrer l’équipe de MK3 Milano, une agence de booking qui represente également Achille Lauro et Boss Doms. En février 2020, la chanson Me ne frego, à laquelle il collabore, est présentée au festival de Sanremo par Achille Lauro, se classant huitième au classement final. Le confinement dû à la Covid-19, le trouve renfermé dans un Airbnb à Rome en compagnie d’Achille Lauro. Au cours de cette période, de leur collaboration naît 16 Marzo qui sort le 3 avril. Par la suite, le 18 juin, c'est au tour de Bam Bam Twist et le 24 juillet de l'album de réinterprétations de tubes dance des années 1990, 1990. Le 17 septembre, Maleducata sort comme la bande originale de la série Netflix Baby suivie le 25 septembre par 1969 Achille Idol Rebirth, qui, en plus de contenir tous les morceaux originaux de l'album 1969, comprend les singles publiés au cours de 2020 (Me ne frego, 16 Marzo, Bam Bam Twist et Maleducata), Le 4 décembre, il collabore avec Achille Lauro et Gregorio Calculli, à l'album jazz et swing inspiré des années 1920, Achille Lauro andhe Intouchable Band, album qui marque le dernier chapitre du projet expérimental qui comprend la trilogie 1969, 1990, 1920.
L’année 2021 s’ouvre avec la sortie en février de Solo Noi d’Achille Lauro qui sera également présenté au festival de Sanremo dans l'un des 5 « cadres » représentés par le même chanteur, et qui sera inclus, avec les singles Marilù sorti le 19 mars, et Latte+ sorti le 16 juillet dans l’album Lauro sorti le 16 avril et auquel il participe à la production/composition de 8 chansons. Le 22 octobre de la même année sort la chanson Io e te de Achille Lauro à laquelle il participe a la composition de la musique et à la production et qui fait partie de la bande originale du film Anni da Cane.

## Discographie

### EP
- 2012 : Astroboy 19 (Reo)
- 2012 : Bouncing Betty (Back2Rave)

### Singles
- 2010 : Talasemik Rocks (Reo)
- 2010 : Here Foreva (Reo)
- 2010 : Never Go Soft (Reo)
- 2011 : Cidade de Deus (Reo)
- 2013 : Fook Yo First (Reo)
- 2013 : My Sick Side (Back2Rave)
- 2013 : Bring the Noize (Back2Rave)
- 2014 : Sabotage (Back2Rave)
- 2014 : Renegade (Back2Rave et Xanti)
- 2015 : 70 to 90 (Back2Rave)
- 2016 : Savage Nature avec Bye Bae (Gow)
- 2017 : Each Other avec Gregory Trejo, Tinker, Zachary MoFat (Gow)

### Remixes
- 2012 : Speaker Freak (2deadbeatz) Remix (Back2Rave)
- 2012 : Untouchable (Flatland Funk feat Tory D.) Remix (Back2Rave)
- 2013 : WineHot (Brian Arc) Remix (Back2Rave)
- 2013 : Em Flight (Fatso) Remix (Back2Rave)
- 2014 : Everybody (Joachim Garraud feat Perry & Etty Farrel) Remix (Back2Rave)

### Productions et compositions
- Profumo da Donna - Achille Lauro
- Roba francese - Achille Lauro
- Midnight Carnival - Achille Lauro
- Trap - Pas de visage
- Battiato - Pas de visage
- La banda dello Zoo - No Face
- Sensi - No Face
- A Casa di Sandro Remix - No Face
- Cadillac - Achille Lauro
- Zucchero - Achille Lauro
- Young Guns - Mattway (feat. Warez, Bonnie P)
- Clitoris - Young Nami, Nasty Og
- 1990 - Achille Lauro
- Rischio - Trinidad
- Carillon Acustic Remix - Nahaze
- 1990 (Back to Dance) - Achille Lauro
- cat Men - Achille Lauro
- Sweet Dreams - Achille Lauro
- You and Me - Achille Lauro feat.Alexa
- Summer's Image - Achille Lauro
- Blu - Achille Lauro
- I wanna be an Illusion - Achille Lauro
- Me ne frego - Achille Lauro
- 16 Marzo - Achille Lauro
- Bam Bam Twist - Achille Lauro
- Maleducata - Achille Lauro
- My Funny Valentine - Achille Lauro
- Chicago - Achille Lauro
- Pessima - Achille Lauro
- Cadillac 1920 - Achille Lauro
- Bulgari Black Swing - Achille Lauro
- Piccola Sophie - Achille Lauro
- Jingle Bell Rock - Achille Lauro
- Solo noi - Achille Lauro
- Marilù - Achille Lauro
- Latte+ - Achille Lauro
- Lauro - Achille Lauro
- Come Me - Achille Lauro
- Femmina - Achille Lauro
- Barrilete cosmico - Achille Lauro
- Stupide Canzoni d'Amore - Achille Lauro
- Io e te - Achille Lauro

## Tournées
- 2013 : Tournée européenne Daje Forte
- 2014 : Tournée Daje Forte
- 2015 : Gow
- 2019 : Rolls Royce Tour Achille Lauro DJ (set d'ouverture)